# Bahnhof Neapel-Afragola
Der Bahnhof Neapel-Afragola, italienisch Stazione di Napoli Afragola, ist ein Bahnhof an der Schnellfahrstrecke Rom–Neapel in der italienischen Kleinstadt Afragola im Großraum Neapel. Der am 6. Juni 2017 eröffnete Bahnhof soll dabei vor allem als großer Verkehrsknotenpunkt für den regionalen wie nationalen Verkehr für den Großraum Neapel dienen.
Das Bahnhofsgebäude entwarf die britisch-irakische Architektin Zaha Hadid in einem weithin als „futuristisch“ bezeichneten Stil. Er gilt als letztes Großprojekt der Architektin, bevor diese 2016 verstarb.

## Geschichte

### Bau des Bahnhofsgebäudes

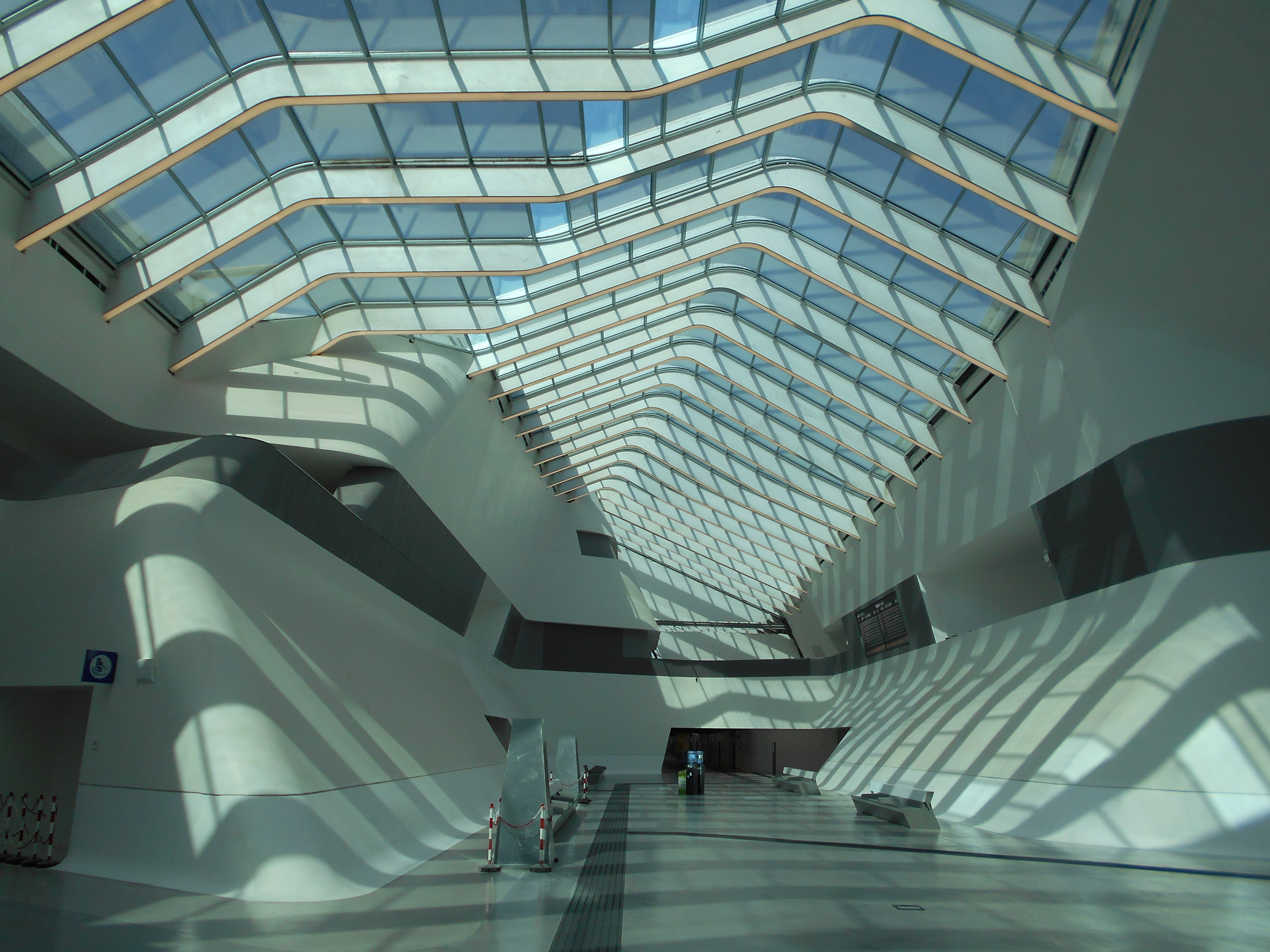
Innenansicht

Die Verantwortung für die Entwicklung des Bahnhofs lag bei der italienischen Netzbetreiber Rete Ferroviaria Italiana (RFI). Die RFI vergab den Auftrag für den Entwurf des Bahnhofs im Jahr 2003 an das Architekturbüro Zaha Hadid. Am 4. November 2003 präsentierte Zaha Hadid offiziell den Entwurf des Bahnhofs. Wie ursprünglich geplant, sollte der Bahnhof im Laufe des Jahres 2009 eröffnet werden; das Projekt erlitt jedoch mehrere Verzögerungen, von denen einige auf Haushaltsengpässe zurückzuführen waren. In einer Phase hatte RFI den mit 59,5 Millionen Euro bezifferten Auftrag für den Bau des Bahnhofs an ein Konsortium vergeben, aber nach Preisstreitigkeiten kam es zu einer erneuten Ausschreibung der RFI. Infolgedessen wurde die Bautätigkeit für einen längeren Zeitraum, der bis Anfang 2015 andauerte, eingestellt. Im Februar 2015 wurde der neue Bauauftrag für seine Lieferung an das multinationale Bauunternehmen Astaldi vergeben.
Laut Filippo Innocenti, Projektleiter bei Zaha Hadid, wurde das Hauptbahnhofgebäude von Anfang an auf einer großen Brücke über allen acht Gleisen geplant und wird vier Ebenen mit einer maximalen Höhe von 25 Metern haben. Die Platzierung der Halle direkt über jedem Bahnsteig soll den Vorteil haben, dass die Laufwege für die Fahrgäste minimiert werden, während die Einführung des Brückenformats auch vermieden hat, dass die auf der einen Seite des Bahnhofs gelegenen Gemeinden gegenüber den auf der anderen Seite bevorzugt werden.
Angeblich wurden 20.000 Quadratmeter matte Verkleidungen installiert; dies ist angeblich die größte Menge dieser Art von Verkleidungen, die bisher bei einem einzigen Bauprojekt in Italien verwendet wurde. Insgesamt wurden 5000 Tonnen Stahl für die Gerüstböden und gebogenen Dächer benötigt, während 200 Kilometer Verkabelung und mehr als 2000 LED-Leuchten über 4000 Meter Lichtrohre installiert wurden, die in die Stahldachträger integriert wurden. Während eines Großteils des Baus waren in der Regel täglich rund 330 Arbeiter auf der Baustelle, die Zahl der Mitarbeiter erreichte schließlich ihren Höchststand von 700.

### Einbindung der Umgebung
Es wurde auch versucht, den Bahnhof in den angrenzenden Gewerbepark und die Landschaft einzubinden, was bewusst mit dem Ziel der Entwicklung des Umlandes betrieben wurde. Der vierstöckige Bahnhof erhielt ein großzügiges Areal für öffentliche Einrichtungen, Einzelhandelsgeschäfte und Wartezonen, dabei aber geräumig und möglichst offen bleiben; die Fläche über dem Hauptwartebereich erhielt neben einem Busbahnhof und 1400 PKW-Stellplätzen auch eine Reihe von Restaurants und Bars. Das Äußere des Bahnhofs wird hauptsächlich von großen Glasscheiben bedeckt, die gewundene Formen bilden, was Zaha Hadid beansprucht hat, um das Bild eines fahrenden Zuges hervorzurufen.
Ein weiterer Schwerpunkt lag dabei eine möglichst gute Aussicht auf den nahegelegenen Vesuv zu ermöglichen. Gleichzeitig war der relativ aktive Vulkan ein wesentlicher Komplikationsfaktor sowohl bei der Planung als auch beim Bau des Bahnhofs. Das Gebäude musste restriktiven seismischen Maßnahmen entsprechen: Eine dieser Maßnahmen ist die Einteilung des Gebäudes in verschiedene Zonen von maximal 50 Metern Länge. Diese Konstruktion soll es den Abschnitten ermöglichen, sich individuell zu bewegen, um im Falle eines seismischen Notfalls besser zurechtzukommen.

### Eröffnung im Jahr 2017
Am 6. Juni 2017 wurde der Bahnhof von Napoli Afragola in Anwesenheit des italienischen Premierministers Paolo Gentiloni feierlich eingeweiht, der dazu erklärte: „Jedes große Land braucht große Projekte, die einen Sprung nach vorne bedeuten [...]. Die neue Station in Afragola ist die Grundlage des Infrastrukturprogramms zur Förderung der wirtschaftlichen Entwicklung im Süden.“ Seit dem 11. Juni halten an dem Bahnhof täglich 36 Hochgeschwindigkeitszüge, 18 davon Frecciarossa der Staatsbahn Trenitalia und weitere 18 Italos der privaten Eisenbahngesellschaft NTV.
In Zukunft sollen weitere Strecken angeschlossen werden. Mit der Eröffnung der Hochgeschwindigkeitsstrecke Neapel–Bari sollen ab 2022 weitere Züge im Bahnhof von Afragola halten. Kritiker monieren, dass der Bahnhof gewissermaßen eine „Kathedrale in der Wüste“ sei, da es keine Anbindung an das Zentrum Neapels gäbe. Weder die Metro Neapels, noch die Vorortzüge (Circumvesuviana) erreichen den Bahnhof. Auch die Erreichbarkeit aus der Stadt Afragola über die Via Arena wird erschwert durch eine Unterführung mit einer maximalen Durchfahrtshöhe von 3 Meter und einen Umweg von 1,5 Kilometer rundum das Bahnhofsgelände.